# Telingana scutellata
Telingana scutellata är en insektsart som beskrevs av William Edward China. Telingana scutellata ingår i släktet Telingana och familjen hornstritar. Inga underarter finns listade i Catalogue of Life.